# Branko Radivojevič
Branko Radivojevič, född 24 november 1980, är en slovakisk professionell ishockeyspelare som för närvarande spelar för Bili Tygri Liberec i Extraliga. Han valdes i tredje rundan som 93:e spelare totalt av Colorado Avalanche i NHL Entry Draft 1999.
Radivojevič har spelat sammanlagt 399 matcher i NHL och svarat för 120 poäng, för klubbarna Phoenix Coyotes, Philadelphia Flyers och Minnesota Wild.
Under NHL-lockouten säsongen 2004/2005 spelade han bland annat tio matcher för Luleå HF, för vilka han gjorde 11 poäng. Han spelade för KHL-laget Atlant Mytisjtji säsongen 2011/2012.
Radivojevič har även representerat det slovakiska ishockeylandslaget vid ett flertal mästerskap.